# Zainab Hammoud
Zainab Hammoud (Sour, 10 augustus 1989) is een Libanees-Nederlands journalist die werkt voor de NOS en Nieuwsuur.
Hammoud werd geboren in de Zuid-Libanese kustplaats Sour. Eind jaren tachtig vluchtten haar ouders vanwege de oorlog uit Libanon naar Nederland.
Aan het einde van haar eerste klas van het voortgezet onderwijs keerde het gezin vanuit Nederland terug naar Sour. Bij het uitbreken van de oorlog in 2006 besloot ze te stoppen met haar studie medicijnen om in Nederland journalistiek te gaan studeren. 
Na haar opleiding begon ze op de buitenlandredactie van RTL Nieuws. Sinds 2019 werkt ze bij Nieuwsuur als redacteur en verslaggever voor het Midden-Oosten.

## Erkenning
Voor haar reportage over het Camp Speicher-bloedbad in Irak, waar acht jaar daarvoor 1.700 rekruten van het Irakese leger door IS werden geëxecuteerd, kreeg ze de Tegel 2022 in de categorie Buitenland. Voor dit verslag reisde zij naar het zuid-Irak om te zien met welke problemen de inwoners dagelijks te maken hebben.

## Prijzen
- De Tegel 2022